# Halla Hrund Logadóttir
Halla Hrund Logadóttir (ur. 1 marca 1981 w Reykjavíku) – islandzka badaczka, nauczycielka akademicka i polityk, kandydatka w wyborach prezydenckich, posłanka do Althingu.

## Życiorys
Kształciła się w szkole średniej Kvennó w Reykjavíku, po czym ukończyła nauki polityczne na Uniwersytecie Islandzkim. Została później absolwentką The Fletcher School of Law and Diplomacy na Tufts University. Uzyskała też magisterium z administracji publicznej w Harvard Kennedy School na Uniwersytecie Harvarda. Początkowo pracowała w Brukseli dla islandzkiego resortu spraw zagranicznych, a następnie w strukturze OECD. Specjalizowała się w kwestiach dotyczących środowiska i energii. Jako badaczka i wykładowczyni związana z projektem „Arctic Initiative” w Harvard Kennedy School, była jedną z dyrektorów tej inicjatywy. Zarządzała też szkołą energii na Uniwersytecie w Reykjavíku (2013–2016), a także została nauczycielką akademicką na tej uczelni. W 2021 powołana na stanowisko dyrektora Orkustofnun, rządowej agencji ds. energii.
W czerwcu 2024 kandydowała w wyborach prezydenckich; uzyskała w nich niespełna 16% głosów, zajmując trzecie miejsce. W tym samym roku z ramienia Partii Postępu uzyskała mandat posłanki do Althingu.

## Życie prywatne
Jej mężem został Kristján Freyr Kristjánsson, przedsiębiorca branży IT; ma dwie córki.